# キム・デジン
キム・デジン（朝: 김대진、英: Kim Dae-jin、1977年4月30日 - ）は、韓国の俳優、元歌手。音楽グループ「ジオ」「インディゴ」のメンバーとしても活動した。

## 概要
学生時代から歌と演技に資質があったため、1994年ファッションモデルとして活動し、 1995年から1997年まで男性3人組ダンスポップ音楽グループ「ジオ」のメンバーとして歌手デビューした。2002年には男性2人組ボーカル音楽グループ「インディゴ」のボーカリストとして活動し、2005年には演技者としてデビューし、2006年から2007年まではナ・ユン名義で俳優活動をしていたが、2007年からとして俳優活動を再開した。

## 出演作品
- 2005年 - Oh! Sarah
- 2005年 - A Love to Kill
- 2007年 - In-soon is Pretty
- 2009年 - IRIS-アイリス-
- 2010年 - Quiz From God
- 2011年 - Quiz From God2
- 2012年 - Quiz From God3